# Heinz Thilo
Heinz Thilo (* 8. Oktober 1911 in Elberfeld; † 13. Mai 1945 in Hohenelbe) war ein deutscher Mediziner, Kriegsverbrecher und SS-Hauptsturmführer, der als KZ-Arzt in den Konzentrationslagern Auschwitz und Groß-Rosen eingesetzt war.

## Leben
Heinz Thilo trat im Dezember 1930 der NSDAP (Mitgliedsnummer 404.295) und im Oktober 1934 der SS (SS-Nr. 126.436) bei. Thilo beendete sein Medizinstudium mit Promotion 1935 in Jena und arbeitete im Wesentlichen von April 1938 bis Ende 1941 als Frauenarzt bei der „Organisation Lebensborn“.
Während des Zweiten Weltkrieges wurde er ab Februar 1942 bei der 3. Sanitätskompanie in Oranienburg verwendet, bis er im Juli 1942 als Truppenarzt und Lagerarzt in das KZ Auschwitz versetzt wurde. Er war u. a. im Quarantänelager und im Zigeunerlager eingesetzt und nahm auch Versuche mit Medikamenten an Häftlingen vor. Ab dem 9. Oktober 1942 fungierte er als Lagerarzt in KZ Auschwitz-Birkenau und war dort leitender Arzt des Häftlingskrankenbaus. In dieser Funktion verrichtete er häufig Rampendienst und nahm an den Selektionen teil, bei denen er aus den ankommenden Transporten Juden für die Vergasung bestimmte. Ebenso selektierte er Häftlinge aus dem Häftlingskrankenbau für die Gaskammer und nahm zudem an der Liquidierung des „Theresienstädter Familienlagers“ am 8. März 1944 teil, bei der 3.791 Juden vergast wurden. Laut seinem Kollegen Johann Paul Kremer bezeichnete Thilo Auschwitz als „Anus Mundi“ (Arsch der Welt). Im Verlauf des Jahres 1944 wurde der Lagerarzt Franz Lucas Vertreter von Thilo im Häftlingskrankenbau. Im Oktober 1944 erfolgte Thilos Versetzung in das Konzentrationslager Groß-Rosen, wo er ebenfalls als Lagerarzt bis zu dessen Auflösung im Februar 1945 fungierte. Zuvor war er im November 1944 noch zum SS-Hauptsturmführer befördert worden. Noch vor der Befreiung des Lagers setzte sich Thilo ab und beging am 13. Mai 1945 in Hohenelbe Suizid.